# Willy Hoffmann (Diplomat)
Willy Hoffmann (* 5. Dezember 1925 in Lobstädt; † 1990) war ein deutscher Diplomat. Er war Botschafter der DDR in den Niederlanden.

## Leben
Hoffmann, Sohn einer Arbeiterfamilie, war Matrose bei der Handels- bzw. Kriegsmarine. Nach dem Zweiten Weltkrieg arbeitete er bis 1959 in örtlichen Staatsorganen und wurde Mitglied der SED. Er absolvierte ein Studium am Institut für Gesellschaftswissenschaften beim ZK der SED und promovierte im Mai 1964 zum Dr. phil.
1964 trat er in den diplomatischen Dienst der DDR. Er war unter anderem Sektorenleiter für Italien und stellvertretender Abteilungsleiter Westeuropa im Ministerium für Auswärtige Angelegenheiten der DDR (MfAA). 1967/1968 war er Erster Sekretär, von 1969 bis 1971 Rat bei der DDR-Botschaft in Bukarest. Von 1975 bis 1978 war er Botschaftsrat in Rabat (Marokko), anschließend wieder Sektorenleiter im MfAA. Von Mai 1981 bis März 1982 wirkte er als Botschafter in Den Haag. 1982 schied er aus dem diplomatischen Dienst aus.

## Werke
- Der Kampf der italienischen Arbeiterklasse im Bündnis mit allen antimonopolistisch-demokratischen Kräften gegen die Refaschisierungsversuche und autokratischen Bestrebungen der reaktionärsten Kräfte des Monopolkapitalismus in den Jahren 1959 und 1960. Institut für Gesellschaftswissenschaften beim ZK der SED, Berlin 1964 (Dissertation).

## Auszeichnungen
- Vaterländischer Verdienstorden in Bronze (1979)